# El Refugio (Meksyk)
El Refugio – miasto w Meksyku, w stanie Kalifornia Dolna.